# Juan Navarro
Juan Navarro (Sevilla, 1669-1725) fue un arquitecto español. Colaboró con prestigiosos arquitectos de la época como Acisclo Burgueño, José Tirado, Pedro Romero y José Antonio Díaz.

## Biografía
Fue Maestro Mayor de Obras de la Real Audiencia de los Grados de Sevilla, desde 1689, Maestro Mayor de Fábricas del Arzobispado de Sevilla, desde 1693, y trabajó al servicio del Duque de Medinaceli desde 1705. 
Restauró la fachada de la Casa de Pilatos y realizó planos de gran interés informativo de la Cárcel Real de Sevilla en 1716. En 1716 y 1717 realizó obras en la Casa de la Contratación.
Contrajo matrimonio con Francisca Antonia del Priego Pérez, con quien tuvo tres hijos.